# Lisa Randall

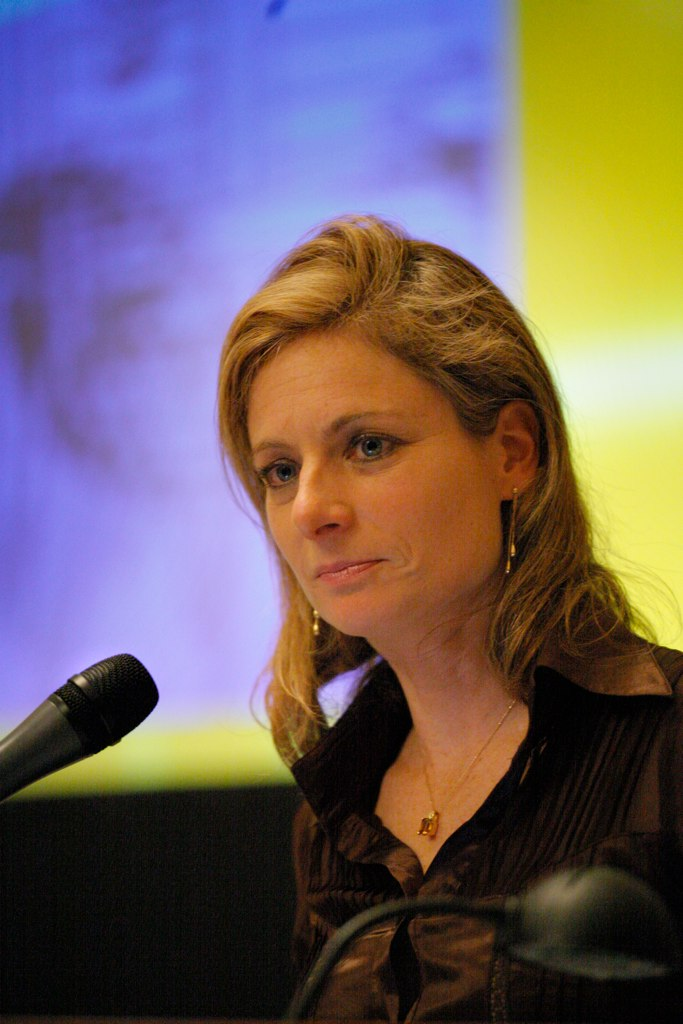
Lisa Randall (2006)

Lisa Randall (* 18. Juni 1962 in New York City) ist eine US-amerikanische Professorin für theoretische Physik an der Harvard University in Cambridge, Massachusetts. Sie gilt als eine führende theoretische Physikerin und Expertin für Teilchenphysik, Stringtheorie und Kosmologie und ist bekannt für das Randall-Sundrum-Modell und die darin erfolgte Einführung von Extradimensionen in die phänomenologische Teilchenphysik. Außerdem ist sie Bestsellerautorin populärwissenschaftlicher Bücher.

## Leben
Lisa Randall ist die mittlere von drei Töchtern eines Vertreters und einer Lehrerin aus dem New Yorker Stadtteil Queens. Lisa Randalls jüngere Schwester, Dana Randall, ist Professorin für Informatik am Georgia Institute of Technology. Randall machte 1980 ihren High-School-Abschluss an der naturwissenschaftlich ausgerichteten Stuyvesant High School in Manhattan, New York.
Sie studierte an der Harvard University (Bachelor-Abschluss 1983), wo sie 1987 bei Howard Georgi mit der Arbeit Enhancing the Standard Model promovierte. Danach war sie als Post-Doktorandin an der University of California, Berkeley, (als President’s Fellow) und 1989/90 am Lawrence Berkeley National Laboratory. 1990/91 war sie Junior Fellow in Harvard und wurde 1991 Assistant Professor und 1995 Associate Professor am Massachusetts Institute of Technology (MIT). 1998 wurde Randall als erste Frau auf den Lehrstuhl für theoretische Physik an der Princeton University berufen, wo sie bis zum Jahre 2000 lehrte. Gleichzeitig war sie von 1998 bis 2001 Professorin für Physik am MIT. Im Juli 2001 wechselte sie erneut an die Harvard University auf einen Lehrstuhl für theoretische Physik.
Randall schrieb das Libretto für die Oper Hypermusic Prologue: A Projective Opera in Seven Planes, während der spanische Komponist Hèctor Parra für die Musik und Matthew Ritchie für die visuellen Konzepte und das Bühnenbild verantwortlich waren. Die Oper wurde 2009 am Centre Georges-Pompidou in Paris uraufgeführt. Das Opernlibretto ist stark von Randalls wissenschaftlichen Arbeiten inspiriert, insbesondere von ihrer Theorie der Extradimensionen. Sie war Ko-Organisatorin einer Kunstausstellung der Los Angeles Art Association über das Konzept von Größenskalen.

## Ehrungen, Mitgliedschaften
Für die Zeit von 1999 bis 2004 gilt Lisa Randall als meistzitierte Hochenergiephysikerin der Welt, und 2004 war sie die meistzitierte theoretische Physikerin. Zwei ihrer Arbeiten sind in der Liste der 40 meistzitierten Teilchenphysik-Artikel überhaupt (Stand 2014). Sie ist Mitglied der American Academy of Arts and Sciences (seit 2004), der National Academy of Sciences (seit 2008), der Royal Irish Academy (seit 2009), der American Philosophical Society (seit 2010) und der American Physical Society, die ihr den Julius-Edgar-Lilienfeld-Preis 2007 verlieh und den Sakurai-Preis 2019 zusprach. Sie erhielt Preise wie den Alfred P. Sloan Foundation Research Fellowship, den National Science Foundation Young Investigator Award, den DOE Outstanding Junior Investigator Award und den Westinghouse Science Talent Search. Im Jahre 2003 erhielt sie den Premio Caterina Tomassoni e Felice Pietro Chisesi Award der Universität La Sapienza in Rom. 2006 bekam sie den Klopsted Award der American Association of Physics Teachers (AAPT). Das Time-Magazin führt Randall in der Time 100-Liste der 100 einflussreichsten Personen des Jahres 2007. 2015 erhielt sie den Julius Wess-Preis, 2019 die Oskar-Klein-Medaille.

## Forschungsschwerpunkte
Randall arbeitet seit mehreren Jahren an einer Weiterentwicklung der zwei konkurrierenden Modelle der Stringtheorie und versucht, damit das Gefüge der Realität zu erklären. Sie führt Relativitätstheorie, Quantenmechanik, Gravitation und diese erweiterte Stringtheorie zusammen und entwickelt ein Modell sich durchdringender, überlagernder und verwerfender "Multiversen".
Eine ihrer bisher bedeutendsten Arbeiten ist das Randall-Sundrum-Modell, welches sie 1999 zusammen mit Raman Sundrum publizierte. Ihr 2005 veröffentlichtes populärwissenschaftliches Buch Warped Passages (s. u.) wurde in die Liste der hundert bemerkenswertesten Bücher des Jahres 2005 der New York Times aufgenommen.
Sie war zusammen mit Sundrum eine derjenigen, die den dynamischen Bruch von Supersymmetrie über Anomalien einführte (Anomaly mediated supersymmetry breaking, AMSB).

## Randall-Sundrum-Theorie

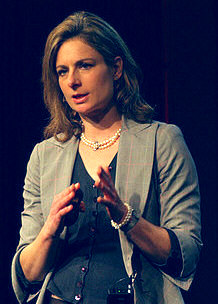
Lisa Randall bei einer Vorlesung

Zusammen mit ihrem Mitarbeiter Raman Sundrum beschreibt Randall ein fünfdimensionales Modell des Universums. Nach Albert Einstein sind Raum und Zeit nicht notwendigerweise flach, sondern verbogen und verzerrt. Berechnungen Randalls ergeben, dass die Raumzeit so stark verbogen sein könnte, dass ganze Bereiche davon für uns unzugänglich sind. Das geht so weit, dass eine fünfte Dimension existieren könnte, die wir wegen dieser Krümmung nicht sehen. Die beobachtbare Welt ist dann nur eine von vielen Inseln inmitten eines höher dimensionierten Raumes. Nur einige Zentimeter weiter könnte es ein anderes Universum geben, das für uns unerreichbar ist, da wir in unseren vier Dimensionen gefangen sind.
Eine Version des Universummodells beinhaltet zwei sogenannte Branen. Das Wort leitet sich von «Membrane» ab. Branen sind niedrigdimensionale Inseln, die in einen höherdimensionalen Raum eingebettet sind. Randall erklärt das am Beispiel eines Duschvorhangs: Ein Duschvorhang ist eine zweidimensionale Brane in einem dreidimensionalen Raum. In Randalls Modell besteht das Weltall aus zwei Branen und einer fünften Dimension, die dazwischen eingeklemmt ist. Auf der einen Brane sitzen wir. Alle Materie, alle Kräfte sind an unsere Brane gebunden – wie Wassertropfen an den Duschvorhang. Darum könnten wir über eine zweite Brane gar nichts erfahren, obwohl sie extrem nahe sein könnte, nur Bruchteile von Millimetern entfernt.
Es gibt aber nach Randalls Vorstellung eine Kraft, die im Gegensatz zu den anderen drei Kräften (der starken Wechselwirkung, der schwachen Wechselwirkung und der elektromagnetischen Kraft) die fünfte Dimension durchdringen kann: die Schwerkraft. Randall gibt an, sie habe das Modell deswegen entwickelt, um eine besondere Eigenart der Schwerkraft zu erklären, nämlich ihre unglaubliche Schwäche. In ihrem Modell ist der allergrößte Teil der Schwerkraft in der Nähe der anderen Brane konzentriert, und dort wäre sie etwa gleich stark wie die anderen Kräfte. Weil aber der Raum derart gekrümmt ist, sehen wir nur einen schwachen Abglanz davon. Das wäre eine natürliche Erklärung für die Schwäche der Schwerkraft.
Das Randall-Sundrum-Modell versucht das Hierarchieproblem durch die Einführung einer einzigen weiteren Dimension – das unterscheidet das Modell von den String-Theorien – zu lösen. Neu und für die Wissenschaft aufregend ist, dass Randall Experimente formuliert hat, die die Extradimension nachweisen könnten. Mit der Bestätigung des Randall-Sundrum-Radions durch den Large-Hadron-Collider-Teilchenbeschleuniger rechnet sie jedoch einstweilen nicht.

## Weitere Hypothesen
In ihrem Buch Dunkle Materie und Dinosaurier vertritt sie die umstrittene Hypothese, dass periodische Asteroideneinschläge auf der Erde, darunter jener Impakt, der zum Massenaussterben einschließlich der Dinosaurier an der Kreide-Paläogen-Grenze führte, auf gravitativen Störungen beruhen, die das Sonnensystem beim periodischen Passieren der galaktischen Ebene erfährt (zum wissenschaftlichen Hintergrund siehe Nemesis). Randall postuliert dafür eine scheibenförmige Konzentration Dunkler Materie in der galaktischen Ebene, was prinzipiell durch die genaue Vermessung der Bahnen von nahen Sternen beobachtbar sein sollte (z. B. mit dem Weltraumteleskop Gaia). Allgemein gilt die aus den 1980er-Jahren stammende These von Raup und Sepkoski über periodische Einschläge großer Asteroiden oder Kometen und dadurch verursachte Massenaussterben aber schon länger als überholt (siehe den entsprechenden Abschnitt im Artikel Massenaussterben), zumal die meisten biologischen Krisen im Phanerozoikum eindeutig auf terrestrische Ursachen zurückgehen. Nach Randall ist es wahrscheinlich, dass Dunkle Materie aus verschiedenen Teilchen mit unterschiedlichen Wechselwirkungen besteht, darunter auch solchen, die bisher unbekannt sind und eben einen solchen Teil-Kollaps der ursprünglich kugelförmigen Verteilung Dunkler Materie in der Galaxie verursacht haben könnten.